# Муниципалитет центрального подчинения
Муниципалитеты центрального подчинения (кит. трад. 直轄市, упр. 直辖市, пиньинь Zhíxiáshì, палл. Чжисяши) — один из видов муниципальных образований верхнего уровня (уровень провинций) в КНР.
В настоящее время на территории КНР имеется четыре муниципалитета центрального подчинения:
| Регион    | Китайское название | Пиньинь   |
| --------- | ------------------ | --------- |
| Пекин     | 北京               | Běijīng   |
| Чунцин    | 重庆               | Chóngqìng |
| Шанхай    | 上海               | Shànghǎi  |
| Тяньцзинь | 天津               | Tiānjīn   |

Пекин и Тяньцзинь находятся внутри провинции Хэбэй.
Каждый из четырёх муниципалитетов центрального подчинения КНР является огромной территориальной единицей. Наименьшим из четырёх чжисяши является Шанхай, имеющий площадь свыше 6300 км². Наибольшим является Чунцин, имеющий площадь в 82 403 км²; это больше, чем у многих стран мира. Чунцин был бы в списке стран по территории на 115 месте в мире из почти 200 стран. По своим размерам Чунцин опережает такие страны, как Чехия, Сьерра-Леоне, Ирландия, Грузия, Шри-Ланка, Нидерланды, Швейцария, Бурунди, Республика Гаити, Руанда; и ненамного меньше таких стран, как Португалия и Австрия. В сравнении с административными единицами других государств Чунцин выглядит ещё более огромным — по размерам он превосходит Краснодарский край и Татарстан; вдвое превосходит французский регион Юг-Пиренеи; почти вдвое превосходит бразильский штат Рио-де-Жанейро; превосходит Баварию, крупнейший регион Германии; превосходит Западную Виргинию и ещё 9 американских штатов; превосходит пакистанскую провинцию Хайбер-Пахтунхва; превосходит индонезийскую провинцию Восточная Ява, население которой более 40 млн; превосходит индийский штат Джаркханд, население которого свыше 33 млн жителей.
Если Чунцин включает многочисленные сельские уезды, то Шанхай в отличие от него не имеет сельских уездов. При этом Шанхай имеет сплошную городскую застройку примерно на 60 %, на территории Шанхая значительное количество сельскохозяйственных земель и территорий, не являющихся типичной городской застройкой.
Для отличия всей административной единицы от собственно города в классическом понимании, по отношению к последнему в китайской прессе нередко употребляется неформальный термин «главная городская зона» (кит. упр. 主城区, палл. чжучэнцюй), например: «главная городская зона Чунцина» (重庆主城区, Чунцин чжучэнцюй). Под ней, как правило, подразумевается совокупность административных районов, находящихся на территории фактического города и его ближайших пригородов.

## История
Муниципалитеты центрального подчинения в первоначальном виде появились в 1927 году в Китае как «особые муниципалитеты» (кит. трад. 特别市, упр. 特別市, пиньинь tèbiéshì), было создано 11 таких единиц.
Позже «особые муниципалитеты» стали обозначаться как «муниципалитеты правительственного подчинения» (кит. трад. 院轄市, упр. 院辖市, пиньинь yuànxiáshì).
Муниципалитеты центрального подчинения были образованы при провозглашении Китайской Народной Республики в 1949 году. Первоначально их было 12 — Аньшань, Бэньси, Гуанчжоу, Нанкин, Пекин, Сиань, Тяньцзинь, Ухань, Фушунь, Чунцин, Шанхай и Шэньян.
В 1952 году статус города центрального подчинения потерял Нанкин. Через год статус городов центрального подчинения получили Харбин и Чанчунь.
В 1954 году многие города центрального подчинения потеряли свой статус, и их осталось три: Пекин, Шанхай и Тяньцзинь (последний упразднён в 1958 году и восстановлен в 1967).
В 1997 году статус города центрального подчинения вновь получил Чунцин.
Хотя власти Тайваня создали несколько особых муниципалитетов, но КНР не признаёт эти изменения. Статус городов сохраняется по состоянию на 1949 год в рамках Тайваня (провинция Китайской Народной Республики).